# EMD E7
Die EMD E7 ist eine Baureihe von Diesellokomotiven mit elektrischer Leistungsübertragung für den schweren Schnellzugdienst, die von 1945 bis 1949 bei General Motors Electro-Motive Division in den Vereinigten Staaten für zahlreiche Bahngesellschaften gebaut wurde.

## Entwicklung und Einsatz
Von 1937 bis 1963 baute Electro-Motive Corporation (EMC) und später General Motors Electro-Motive Division (EMD) in La Grange im US-Bundesstaat Illinois eine große als E-Serie bezeichnete Reihe sechsachsiger dieselelektrischer Stromlinienlokomotiven mit der Achsfolge (A1A)(A1A). Diese wurden als A-Variante mit Führerstand als eigenständiges Triebfahrzeug und als ferngesteuerte B-Variante ohne Führerstand zur Unterstützung von A-Lokomotiven hergestellt.
Von der Reihe EMD E7 entstanden von Februar 1945 bis April 1949 insgesamt 428 Maschinen in Normalausführung und von März 1945 bis Juli 1948 weitere 82 führerstandslose B-Einheiten. Die größten Abnehmer waren die Pennsylvania Railroad mit 59, die New York Central Railroad mit 46, die Chicago, Burlington and Quincy Railroad mit 42 und die Seaboard Air Line Railroad mit 35 Lokomotiven. Die restlichen Fahrzeuge kamen zu 31 weiteren Bahngesellschaften. Um 1953 wurde eine Maschine der Reihe E2A der Southern Pacific Transportation in die Reihe E7A umgebaut.
Nur eine der einst 510 E7-Lokomotiven, die E7A 5901 der Pennsylvania Railroad, ist im Railroad Museum of Pennsylvania in Strasburg erhalten.

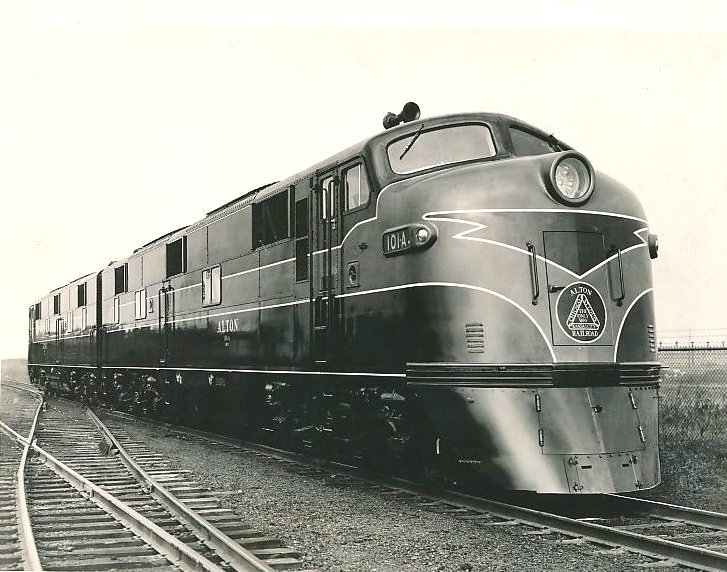
E7A 101A der Alton Railroad (1945)
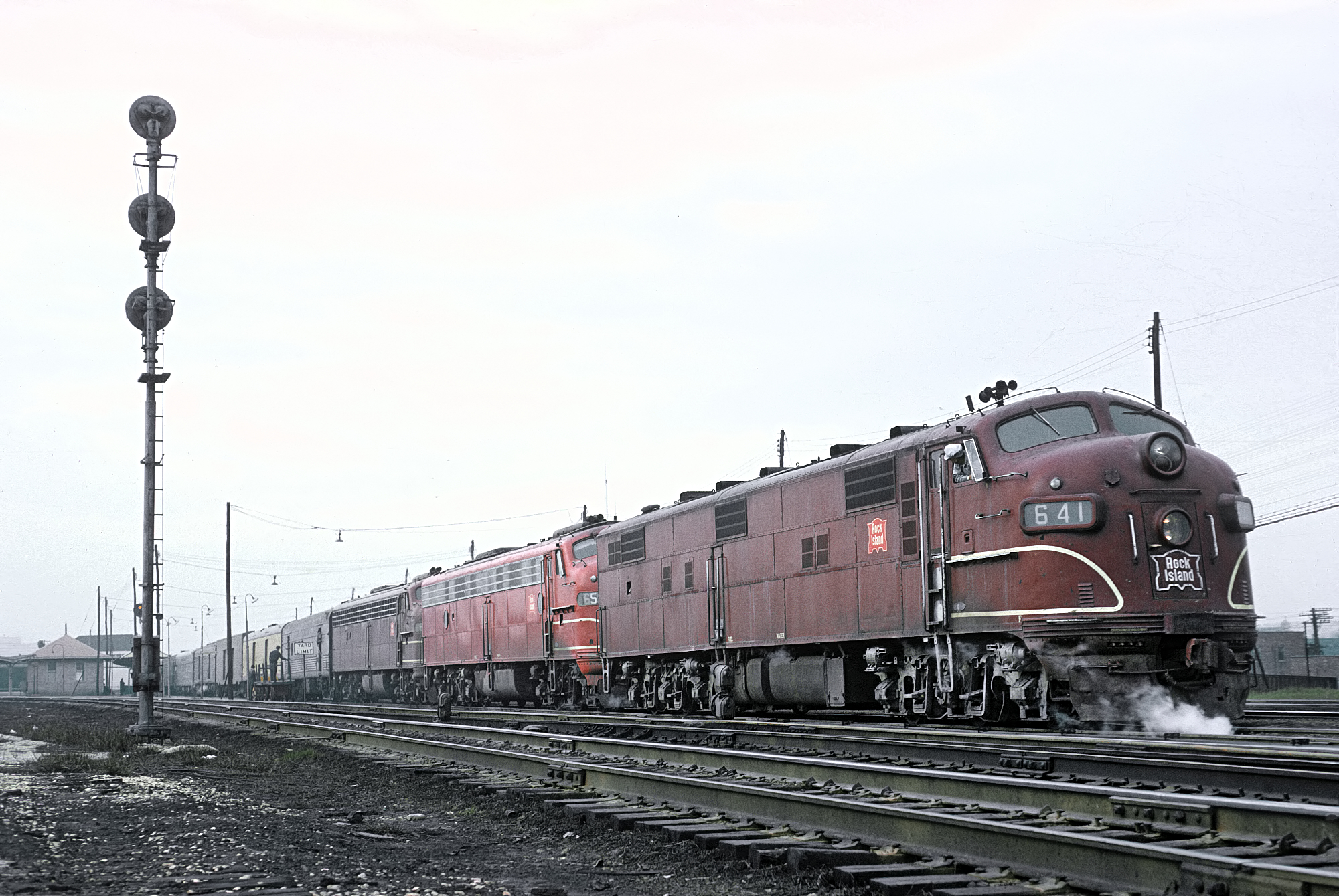
E7A der Chicago, Rock Island and Pacific Railroad in Englewood (April 1965)
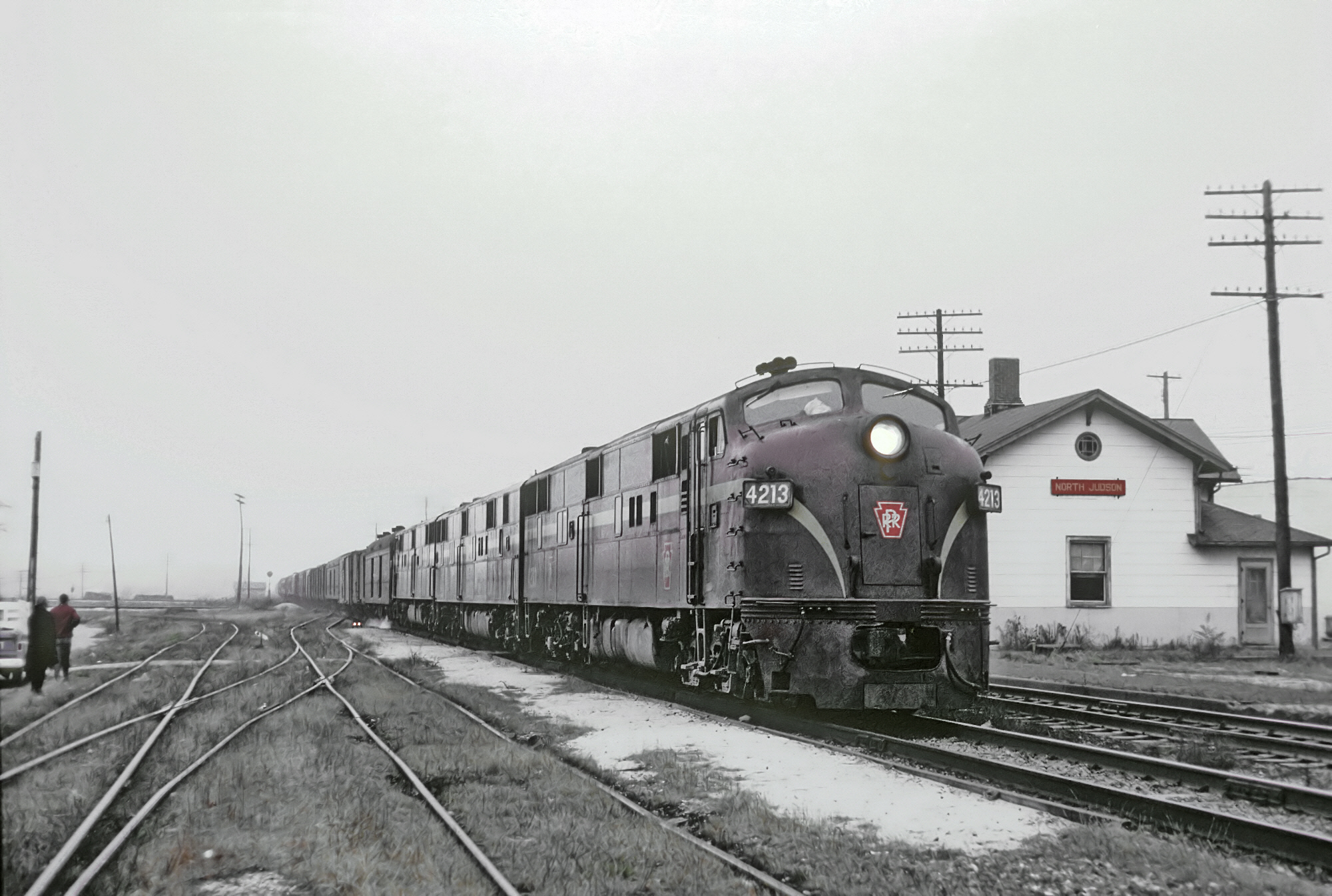
E7 der Pennsylvania Railroad (November 1966)
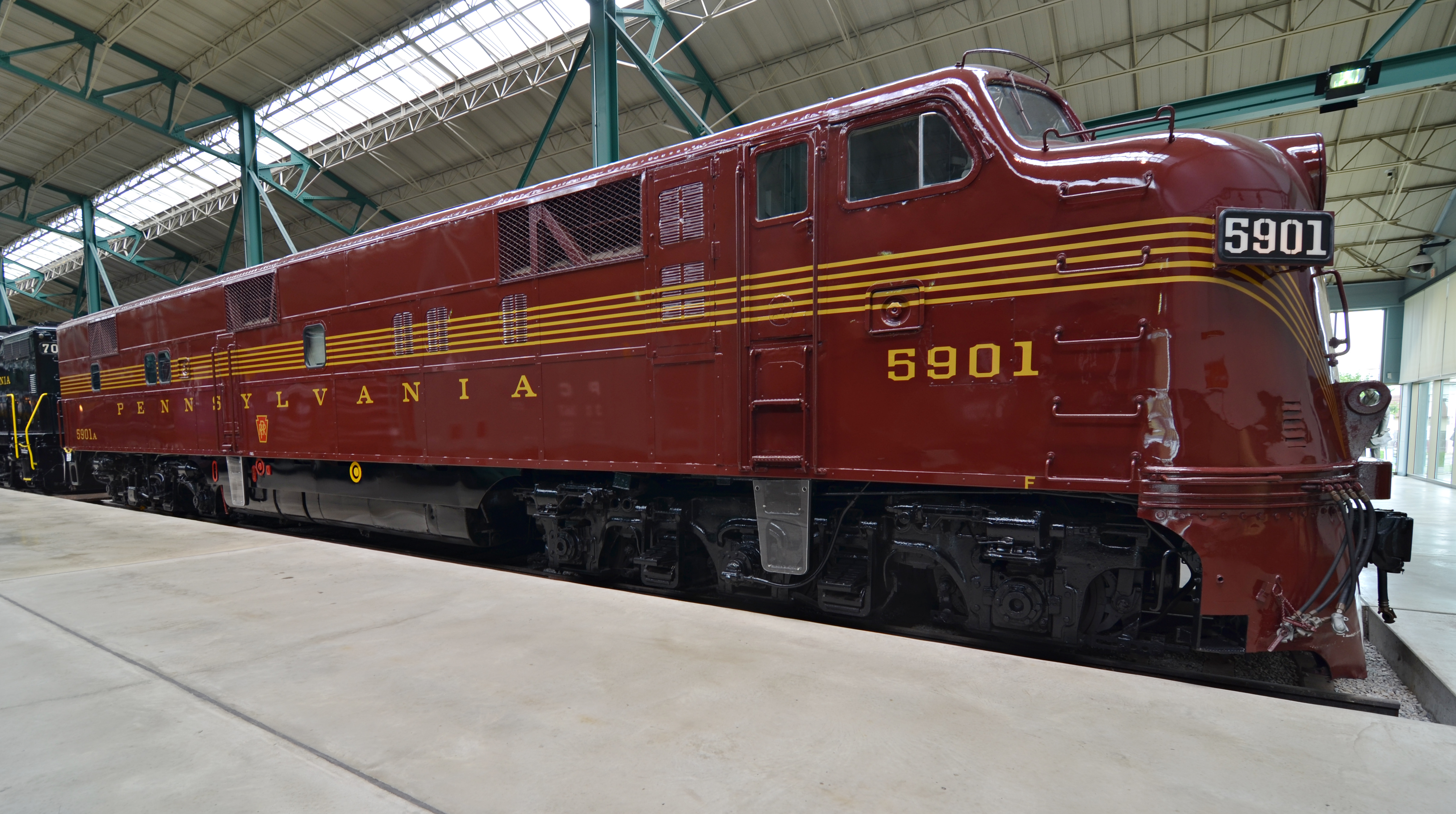
Museal erhaltene E7A 5901 der Pennsylvania Railroad (Juli 2015)

## Technische Beschreibung
Der geschweißte Stahlrahmen liegt über Elliptikfedern auf zwei dreiachsigen Drehgestellen auf, die die Antriebs- und Bremskräfte über Drehzapfen auf den Grundrahmen übertragen. Die Dienstmasse von 143 Tonnen, 132 Tonnen bei der führerstandslosen B-Variante, wird auf die sechs Radsätze aufgeteilt, sodass die Achslast 24 beziehungsweise 22 Tonnen beträgt. Nur vier der sechs Radsätze der Lokomotive werden angetrieben, der jeweils mittlere im Drehgestell ist als Laufradsatz ausgeführt. Der Lokomotivkasten hat glatte Blechwände, einen Vorbau in Form einer großen abgerundeten Frontnase sowie eine senkrechte Rückwand. Wie die Reihen E8 und E9 sowie die Lokomotiven der F-Serie, hat auch die E7 eine steil ansteigende gedrungene Frontnase, was zum Spitznamen „Bulldog nose“, abgeleitet von der Hunderasse Bulldogge, führte. Die Seitenumläufe liegen innerhalb des Maschinenraums. In der Frontnase befindet sich ein Teil der Bremsausrüstung. Hinter der Frontnase ist der Führerstand angeordnet, an dessen Rückwand der Hauptschaltschrank eingebaut ist. Bei der E7B entfallen Frontnase und Führerstand, stattdessen ist an beiden Stirnseiten eine senkrechte Wand mit einer Übergangstür vorhanden.
Um die benötigte Leistung zu erreichen, besitzt die EMD E7 zwei baugleiche Antriebseinheiten mit jeweils einem Dieselmotor und einem Hauptgenerator. Dabei befinden sich die beiden Motoren hintereinander, während die Generatoren an den Enden des Maschinenraums angeordnet sind. Die Motoren des Typs EMD 12-567A sind wassergekühlte Zwölfzylinder-V-Motoren mit Roots-Lader, arbeiten nach dem Zweitaktprinzip und erreichen bei einer Drehzahl von 800 Umdrehungen pro Minute eine Leistung von 750 kW (1010 PS). Die Zylinder haben einen Innendurchmesser von 216 mm und einen Kolbenhub von 254 mm. Daraus ergibt sich ein Hubraum von 9,3 Litern pro Zylinder und 111,6 Litern des gesamten Motors. Die vom Dieselmotor angetriebenen Gleichstromgeneratoren des Typs GM D4 versorgen jeweils zwei elektrische Gleichstromfahrmotoren des Typs GM D7. Zwei Hilfsgeneratoren versorgen das Bordnetz für die fahrzeugeigenen Verbraucher wie Pumpen, Lüfter und Lampen. Neben dem Motorzubehör und der Druckluftversorgung befinden sich bei der E7A zwischen den beiden Dieselaggregaten auch die Heizwiderstände der Widerstandsbremse. Die Lokomotive besitzt aus Platzgründen keine gesonderte Kühlanlage, sondern mehrere Lüfter im Maschinenraumdach. Hinter der Antriebstechnik, am hinteren Ende des Maschinenraums, ist der Dampfheizkessel mit einer verfügbaren Dampfmenge von 540 Kilogramm pro Stunde untergebracht. Unter dem Lokkasten zwischen den Drehgestellen sind der Dieselkraftstofftank mit einem Fassungsvermögen von 4540 Litern und der Vorratsbehälter für die Dampfheizanlage montiert.
Das Fahrzeug kann mit einer direkt wirkenden Druckluftbremse, der indirekt wirkenden Druckluftbremse und einer Handbremse gebremst werden. Die A-Einheiten verfügen zudem über eine elektrodynamische Widerstandsbremse, mit der Schnellzüge aus hohen Geschwindigkeiten verschleißfrei abgebremst werden können. Alle notwendigen Funktionen der Lokomotive können über die elektropneumatische Mehrfachtraktionssteuerung ferngesteuert werden, was besonders für den Einsatz der führerstandslosen B-Einheiten zur Unterstützung der Maschinen mit Führerstand nötig ist. Die Lokomotiven haben eine Anfahrzugkraft von 260 kN und erreichen eine Höchstgeschwindigkeit von 135 km/h (85 mph).